# Migjen Basha
Pour les articles homonymes, voir Basha.
Migjen Basha, né le 5 janvier 1987 à  Lausanne (Suisse) est ex-footballeur international albanais qui évolue au poste de milieu de terrain,passé par l'Italie Atalanta,Torino,Bari, etc.En Grèce par Aris Thessaloniki, en Australie par Melbourne Victory pour finir sa carrière en 2021 au Neuchâtel Xamax.
Il est également de nationalité suisse. 
Son frère Vullnet est également ex-footballeur, actuellement directeur sportif de Wisla Krakow en Pologne.

## Biographie

### En club
Le 19 septembre 2019 il s'engage librement avec le Melbourne Victory.

## Statistiques détaillées

### En club
| Saison                | Club                     | Championnat           | Championnat | Championnat | Coupe(s) nationale(s) | Coupe(s) nationale(s) | Total | Total |
| Saison                | Club                     | Division              | M.          | B.          | M.                    | B.                    | M.    | B.    |
| 2004-2005             | Lausanne-Sport           | 1re Ligue             | 22          | 3           | -                     | -                     | 22    | 3     |
| 2005-2006             | Lausanne-Sport           | Challenge League      | 14          | 1           | -                     | -                     | 14    | 1     |
| 2005-2006             | Lucchese Libertas        | Serie C1              | 5           | 0           | -                     | -                     | 5     | 0     |
| 2006-2007             | Lucchese Libertas        | Serie C1              | 8           | 0           | -                     | -                     | 8     | 0     |
| 2007-2008             | Esperia Viareggio (prêt) | Serie C2              | 15          | 1           | -                     | -                     | 15    | 1     |
| 2007-2008             | Rimini Calcio            | Serie B               | 12          | 0           | -                     | -                     | 12    | 0     |
| 2008-2009             | Rimini Calcio            | Serie B               | 38+2        | 3+0         | 1                     | 1                     | 41    | 4     |
| 2009-2010             | Frosinone Calcio         | Serie B               | 38          | 3           | 3                     | 1                     | 41    | 4     |
| 2010-2011             | Atalanta Bergame         | Serie B               | 23          | 0           | 2                     | 0                     | 25    | 0     |
| 2011-2012             | Torino FC                | Serie B               | 36          | 2           | 1                     | 0                     | 37    | 2     |
| 2012-2013             | Torino FC                | Serie A               | 21          | 1           | -                     | -                     | 21    | 1     |
| 2013-2014             | Torino FC                | Serie A               | 24          | 0           | 1                     | 0                     | 25    | 0     |
| 2014-2015             | Torino FC                | Serie A               | 6           | 1           | -                     | -                     | 6     | 1     |
| 2015-2016             | FC Lucerne               | Super League          | 7           | 0           | 3                     | 0                     | 10    | 0     |
| 2015-2016             | Calcio Côme (prêt)       | Serie B               | 13          | 1           | -                     | -                     | 13    | 1     |
| Total sur la carrière | Total sur la carrière    | Total sur la carrière | 284         | 16          | 11                    | 2                     | 295   | 18    |